# Ducat d'Almodóvar del Valle

Escut d'Almodóvar del Río, d'on la I duquessa d'Almodóvar del Valle fou duquessa consort.

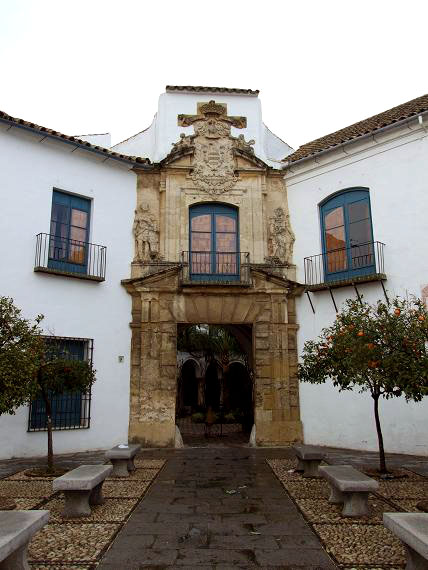
Palau de Viana (Còrdova), seu del fons Torres Cabrera.

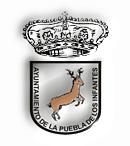
Escut de La Puebla de los Infantes, d'on la I duquessa d'Almodóvar del Valle fou marquesa consort.

El Ducat d'Almodóvar del Valle, és un títol nobiliari espanyol, creat en 1871 pel rei Amadeu I per a Eloisa Martel y Fernández de Córdoba, vídua de Joaquín Fernández de Córdoba y Pulido, VI duc d'Almodóvar del Río i VI marquès de la Puebla de los Infantes.
El títol li va ser concedit com a regal de noces de la reina Victòria (esposa d'Amadeu I), en contreure nou matrimoni, aquesta vegada amb Martín de Rosales y Valterra, ja que per això perdia el tractament de duquessa vídua d'Almodóvar del Río.
Eloisa Martel y Fernández de Còrdova era filla de Fadrique José Tamarit-Martel y Bernúy, V vescomte de Santa Ana, VII marchese della Garantia (del regne de les Dues Sicílies) i de María de la Concepción Fernández de Córdoba y Gutiérrez de los Ríos VIII comtessa de Torres Cabrera, VI comtessa de Menado Alto.

## Ducs d'Almodóvar del Valle
|     | Títular                              | Període             |
| --- | ------------------------------------ | ------------------- |
|     | Creació per Amadeu I                 |                     |
| I   | Eloisa Martel y Fernández de Córdoba | 1871-1915           |
| II  | Martín de Rosales y Martel           | 1915-1935           |
| III | Ricardo Martel de Cárdenas y Arteaga | 1935-1981           |
| IV  | Alfonso Martel y Fonseca             | 1981-actual titular |

## Història dels ducs d'Almodóvar del Valle
- Eloisa Martel y Fernández de Córdoba (n.1833), I duquessa d'Almodóvar del Valle, I marquesa d'Alborroces.

1. Casada en primeres noces amb Joaquín Fernández de Córdoba y Pulido, VI duc d'Almodóvar del Río, VI marquès de la Puebla de los Infantes, i un cop vídua,
2. Casada amb Martín de Rosales y Valterra. Del seu primer matrimoni va tenir Isabel Fernández de Córdoba y Martel que heretà el ducat patern d'Almodóvar del Río i el marquesat patern de la Puebla de los Infantes. La succeí del seu segon matrimoni el seu fill:

- Martín de Rosales y Martel (1872-1935), II duc d'Almodóvar del Valle, II marquès d'Alborroces.

1. Casat amb Josefa María de León y Primo de Rivera, de qui no va tenir fills. El germà de la seva, la I duquessa, Ricardo Martel y Fernández de Córdoba, IX comte de Torres Cabrera, VII comte de Menado Alto casat amb María Cristina de Arteaga y Silva, que tingueren Alfonso Martel y Arteaga X comte de Torres Cabrera, VIII comte de Menado Alto qui es casà amb María Pilar de Cárdenas y San Cristóbal VIII comtessa de Valdehermoso de Cárdenas, el fill de la qual Ricardo el va succeir en el ducat, com a renebot de la I duquessa:

- Ricardo Martel de Cárdenas y Arteaga (1900-1981), III duc d'Almodóvar del Valle, XI comte de Torres Cabrera i IX comte de Menado Alto.

1. Casat amb María Joaquina Mantilla de los Ríos y Aguirre, de qui no va tenir successor. El succeú el seu nebot Alfonso, fill del seu germà José Manuel Martel de Cárdenas y Arteaga, III marquès d'Alborroces i de la seva esposa María Luisa de Fonseca y Valverde, VII marquesa de la Isla:

- Alfonso Martel y Fonseca (n. 1951), IV duc d'Almodóvar del Valle, XII comte de Torres Cabrera, IV marquès d'Alborroces, VIII marquès de la Isla, X comte de Valdehermoso de Cárdenas.